# 羅茲地區亞歷山德魯夫

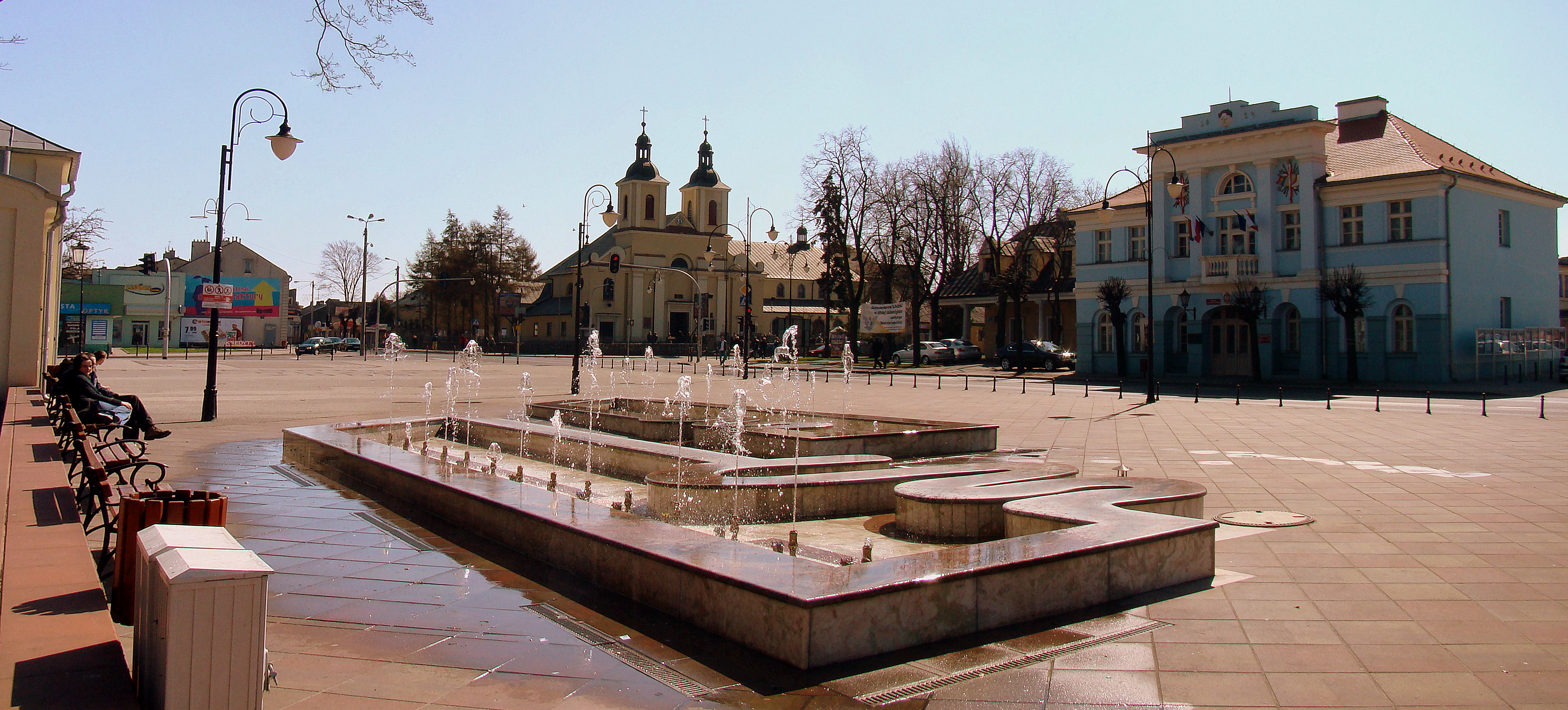

羅茲地區亞歷山德魯夫是波蘭的城鎮，位於該國中部維斯瓦河和奧得河之間的分水嶺，由羅茲省負責管轄，始建於1816年，面積13.47平方公里，海拔高度206米，2002年人口20,220。

## 外部連結
- Articles on history of Aleksandrów
- Tourism in Aleksandrów
- Aleksandrów Łódzki Yizkor (Holocaust Memorial) Book （页面存档备份，存于） (Yiddish and Hebrew)

51°49′N 19°18′E / 51.817°N 19.300°E